# Louis Bourgknecht
Pour les articles homonymes, voir Bourgknecht.
Louis Bourgknecht, né le 25 novembre 1846 à Romont et mort à Fribourg le 2 avril 1923, est une personnalité politique suisse membre du Parti libéral-conservateur.

## Biographie
Il meurt le 2 avril 1923 à la suite de plusieurs crises cardiaques.